# 2016年ラオス国民議会選挙
2016年ラオス国民議会選挙（2016ねんラオスこくみんぎかいせんきょ）は、2016年3月20日にラオスで行われた国民議会議員の総選挙である。

## 概要
ラオス人民革命党の一党独裁制であり、国民議会の圧倒的多数を獲得した。

## 選挙制度
国民議会の定員は149議員で、大選挙区制単記非移譲式投票（3議席から14議席の18選挙区）から選出。 候補者は選挙委員会からの立候補承認にあたり、地方自治体または大衆組織の支持を得る必要がある。人口増加により、2011年の選挙から定数が132から増加した。

## 選挙活動
候補者は50人の女性と48人の現職を含む211人。選挙の国民の関心政策は経済発展に集中した。

## 選挙結果
確定議席149のうち、73%が初当選だった。
| 党派               | 党派               | 党派               | 獲得議席           | 増減               | 得票数    | 得票率 | 改選前 |
| ------------------ | ------------------ | ------------------ | ------------------ | ------------------ | --------- | ------ | ------ |
| ラオス国家建設戦線 | ラオス国家建設戦線 | ラオス国家建設戦線 | 149                | 017                |           |        | 132    |
|                    |                    | ラオス人民革命党   | 144                | 016                |           |        | 128    |
|                    | 無所属             | 5                  | 001                |                    |           | 4      |        |
| 総計               | 総計               | 総計               | 149                | 017                |           | 100.0% | 132    |
| 投票総数（投票率） | 投票総数（投票率） | 投票総数（投票率） | 投票総数（投票率） | 投票総数（投票率） | 3,657,026 | 97.94% | －     |
| 棄権者数（棄権率） | 棄権者数（棄権率） | 棄権者数（棄権率） | 棄権者数（棄権率） | 棄権者数（棄権率） | 76,906    | 2.06%  | －     |
| 有権者数           | 有権者数           | 有権者数           | 有権者数           | 有権者数           | 3,733,932 | 100.0% | －     |
| 出典：IPU          |                    |                    |                    |                    |           |        |        |

## 選挙後
2016年4月20日に招集された国民議会において、国家主席にブンニャン・ウォーラチット、 首相にトーンルン・シースリットをそれぞれ選出した。